# Ziefen
Ziefen es una comuna suiza del cantón de Basilea-Campiña, ubicada en el distrito de Liestal. Limita al noroeste con la comuna de Lupsingen, al noreste con Bubendorf, al sureste con Arboldswil, al sur con Reigoldswil, y al oeste con Seewen (SO) y Büren (SO).